# Grobiņa
Grobiņa (en alemany: Grobin) és un poble del nord-est de Letònia situat al municipi de Grobiņa (antigament raion de Liepaja). Es troba a uns 12 km de Liepaja i a 211 km de la capital Riga.

## Història
Va ser fundada per l'Orde Teutònic al segle xiii estant encara visibles algunes de les ruïnes del castell de Grobina que van construir. Va aconseguir els drets de vila el 1695.
Durant l'era dels vikings, Grobiņa va ser un important centre polític al territori de Letònia. Va ser així mateix el centre de l'assentament viking a la mar Bàltica, comparable en diversos sentits amb Birka, però probablement anterior, considerat un port important de pas per als exploradors escandinaus a començaments del segle ix. Els vikings suecs nomenaven Seeburg l'actual Grobiņa.
Encara perduren 3.000 túmuls funeraris que contenen les restes més importants de l'era de Vendel a Europa Oriental.